# Muhal Richard Abrams
Pour les articles homonymes, voir Abrams.
Muhal Richard Abrams est un pianiste américain de jazz né le 19 septembre 1930 à Chicago et mort le 29 octobre 2017 à Manhattan (New York).

## Biographie
Richard Muhal Abrams fait ses études au Chicago Musical College puis à la Governors State University de Chicago où il s'initie à la « musique électronique ». Cependant, comme pianiste, il est largement autodidacte. Il commence dans des orchestres locaux, accompagnant des jazzmen (Ray Nance, Kenny Dorham, Dexter Gordon, Max Roach…), des bluesmen et des musiciens de rhythm and blues.

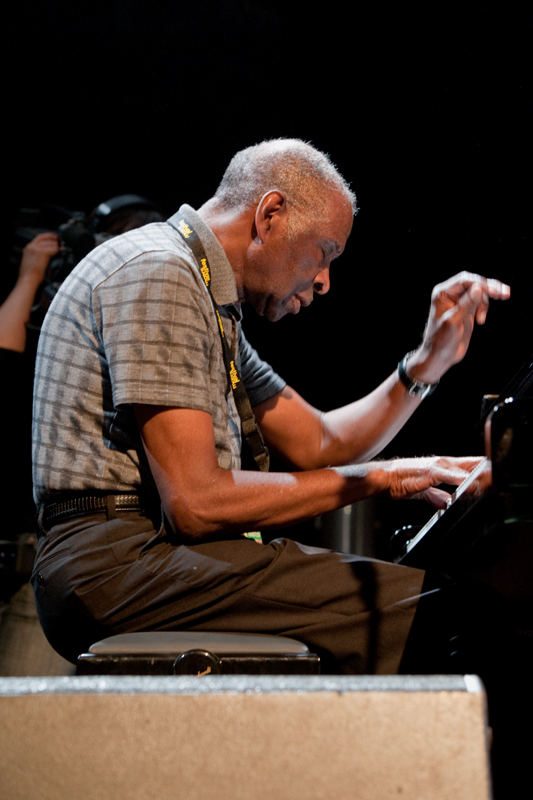
Muhal Richard Abrams au Moers Festival 2009.

En 1965, il crée l'AACM (Association for the Advancement of Creative Musicians), sorte de coopérative de jeunes musiciens locaux pratiquant essentiellement le free jazz et le jazz expérimental (utilisant des modes d'écriture issus de la musique contemporaine : polytonalité, atonalité, sérialisme…). Il en est le premier président et la figure emblématique. Parmi les premiers membres on compte Henry Threadgill, Anthony Braxton, Jack DeJohnette et les membres de l'Art Ensemble of Chicago (Lester Bowie, Roscoe Mitchell, Joseph Jarman, Famadou Don Moye et Malachi Favors). L'ambition de l'AACM est de produire de la « Great Black Music » (grande musique noire)
Richard Muhal Abrams enregistre son premier disque en 1967, Levels and Degrees of Light.
Ce n'est qu'à partir des années 1970 que son talent commence à être reconnu, en particulier en Europe où le free jazz a conquis un public, tant chez les amateurs de jazz que de musique contemporaine. Richard Muhal Abrams joue et enregistre essentiellement avec des représentants du « free » ; outre ceux précédemment cités, on peut citer Marion Brown, Leroy Jenkins, Hamiet Bluiett, Chico Freeman, Robin Kenyatta, Barry Altschul, George Lewis, Marty Ehrlich…
Cependant, Abrams, qui connaît parfaitement toute l'histoire du jazz, accompagne parfois des musiciens pratiquant d'autres styles : Gene Ammons, Johnny Griffin, Clifford Jordan, Woody Shaw, Zoot Sims, Sonny Rollins, Roland Kirk…
Il écrit aussi des pièces (quatuors pour cordes, symphonies…) très influencées par la musique classique européenne du début du XXe siècle et « musique contemporaine occidentale ». Ces œuvres sont parfois jouées par des musiciens classiques comme les membres du Kronos Quartet, du Brooklyn Philharmonic Chamber Orchestra ou du Detroit Symphony Orchestra.
Outre le piano, Richard Muhal Abrams joue du synthétiseur, de la clarinette, du violoncelle, des percussions et est parfois chanteur. Par ailleurs, il a mené une intense carrière d'enseignant.
Musicien à la fois très personnel et très éclectique (free jazz, ragtime, bebop, musique contemporaine…). Richard Muhal Abrams peut à juste titre prétendre qu'il est un maître de la « Great Black Music ».
En 1990, il reçoit le Prix Jazzpar, prix danois récompensant un musicien de jazz pour sa carrière.

## Discographie
- 1967 Levels and degrees of lights
- 1969 Young at heart, wise in time
- 1972 Things to come from those now gone
- 1975 Afrisong
- 1975 Sightsong
- 1977 1-OQA + 19
- 1978 Lifea Blinec
- 1978 Spiral-Live at Montreux 1978
- 1978 Spihumonesty
- 1980 Mama and Daddy
- 1981 Duet
- 1981 Blues forever
- Amarcord Nino Rota
- Interpretations of Monk
- 1983 Rejoicing with the light
- 1984 View from within
- 1986 Roots of blue
- 1986 Colors in thirty-third
- 1989 The Hearinga Suite
- 1990 Blu Blu Blu
- 1993 Family talk
- 1994 Think all, focus one
- 1995 Song for all
- 1995 One line, two views
- 1995 Celestial Birds[2] Compositions électroniques sorties en 2020
- 1996 The open air meeting
- 1998 Vision Towards Essence[3] sorti 2007
- 2000 The visibility of thought
- 2006 Streaming[4] Muhal Richard Abrams avec George Lewis et Roscoe Mitchell
- 2010 SoundDance[5] : Duos avec Fred Anderson et George Lewis
- 2012 Soundpath[6] composition de 2012 remaniée enregistrée en 2018 par The Warriors Of The Wonderful Sound sorti en 2020

### Sideman
avec Art Ensemble of Chicago
- Fanfare for the Warriors (Atlantic, 1974)
- Kabalaba (AECO, 1978)

avec Barry Altschul
- You Can't Name Your Own Tune (1977)

 Avec Hamiet Bluiett
- Saying Something for All (1998)

 Avec Anthony Braxton
- Three Compositions of New Jazz (Delmark, 1968)
- Creative Orchestra Music 1976 (Arista, 1976)
- Duets 1976 (Arista, 1976)
- Quintet (Basel) 1977 (hatOLOGY, 1977 [2000])
- Live At The Rainbow Gallery '79 (Hi Hat, 2016)

 Avec Marion Brown
- Sweet Earth Flying (Impulse!, 1974)

 Avec Creative Construction Company
- Creative Construction Company (Muse, 1970 [1975])
- Creative Construction Company Vol. II (Muse, 1970 [1976])

 Avec Jack DeJohnette
- Made in Chicago (ECM, 2013 [2015])  Avec Larry Gray, Roscoe Mitchell and Henry Threadgill

 Avec Kenny Dorham
- Kenny Dorham Sextet (1970)

 Avec Marty Ehrlich
- Emergency Peace (1990)

 Avec Chico Freeman
- Morning Prayer (1976)
- Chico (1977)
- Freeman & Freeman (1981)

 Avec Barry Harris
- Interpretations Of Monk Vol. 1 (Koch Jazz, 1997)  Avec Don Cherry, Steve Lacy, Charlie Rouse, Roswell Rudd, Richard Davis, Ben Riley, Ed Blackwell

 Avec Eddie Harris
- Instant Death (album) (Atlantic, 1971)
- Eddie Harris Sings the Blues (Atlantic, 1972)
- Excursions (album) (Atlantic, 1973)
- That Is Why You're Overweight (Atlantic, 1975)

 Avec Joseph Jarman
- As If It Were the Seasons (1968)

 Avec Leroy Jenkins (musicien)
- Lifelong Ambitions (Black Saint, 1977)

 Avec Clifford Jordan
- Inward Fire (Muse, 1978)

 Avec Robin Kenyatta
- Beggars and Stealers (1977)

 Avec George Lewis (tromboniste)
- Shadowgraph (1978, Black Saint)

 Avec Roscoe Mitchell
- Nonaah (1967)
- Roscoe Mitchell Quartet (1975)
- Duets and Solos (1990)
- Live At "A Space" 1975 (Delmark, 2013 DiscogsAllMusic)

 Avec Walter Perkins MJT+3
- Daddy-O Presents MJT+3 (1957)

 Avec Woody Shaw
- The Iron Men  Avec Anthony Braxton (Muse, 1977 [1980])

 Avec Sonny Stitt
- Soul Girl (Paula Records, 1973)

voir aussi w:Template:Muhal Richard Abrams